# Jannick Green
Jannick Green Krejberg, más conocido como Jannick Green, (Lemvig, 29 de septiembre de 1988) es un jugador de balonmano danés que juega de portero en el Paris Saint-Germain de la LNH. Es además internacional con la selección de balonmano de Dinamarca.
Con la selección ha logrado la medalla de oro en los Juegos Olímpicos de Río de Janeiro 2016 y en el Campeonato Mundial de Balonmano Masculino de 2019, y la medalla de plata en el Campeonato Mundial de Balonmano Masculino de 2013 y en el Campeonato Europeo de Balonmano Masculino de 2014.

## Palmarés

### Selección nacional
| Juegos Olímpicos   | Juegos Olímpicos             | Juegos Olímpicos  | Juegos Olímpicos |
| Año                | Lugar                        | Medalla           |                  |
| ------------------ | ---------------------------- | ----------------- | ---------------- |
| 2016               | Río de Janeiro               | Medalla de oro    |                  |
| Campeonato Mundial |                              |                   |                  |
| Año                | Lugar                        | Medalla           |                  |
| 2013               | España                       | Medalla de plata  |                  |
| 2019               | Alemania y Dinamarca         | Medalla de oro    |                  |
| 2025               | Croacia, Dinamarca y Noruega | Medalla de oro    |                  |
| Campeonato Europeo |                              |                   |                  |
| Año                | Lugar                        | Medalla           |                  |
| 2014               | Dinamarca                    | Medalla de plata  |                  |
| 2022               | Hungría y Eslovaquia         | Medalla de bronce |                  |

### Aalborg
- Liga danesa de balonmano (1): 2010

### Magdeburg
- Copa de Alemania de balonmano (1): 2016
- Liga Europea de la EHF (1): 2021
- Liga de Alemania de balonmano (1): 2022

### PSG
- Liga de Francia de balonmano (2): 2023, 2024
- Supercopa de Francia (1): 2023

## Clubes
- Lemvig-Thyborøn HB (2007-2008)
- Aalborg HB (2008-2011)
- Bjerringbro-Silkeborg (2011-2014)
- SC Magdeburg (2014-2022)
- Paris Saint-Germain (2022- )